# Jen Psaki
Jennifer Rene Psaki (/ˈsɑːki/; sinh ngày 1 tháng 12 năm 1978) là một cố vấn chính trị người Mỹ, giữ chức vụ người phát ngôn thứ 34 của Nhà Trắng. Là thành viên của Đảng Dân chủ, trước đây bà từng phục vụ trong chính quyền Obama với tư cách là Phó thư ký báo chí Nhà Trắng (2009); Phó giám đốc truyền thông của Nhà Trắng (2009–2011); người phát ngôn của Bộ Ngoại giao Hoa Kỳ (2013–2015); và giám đốc truyền thông của Nhà Trắng (2015–2017). Bà đóng góp chính trị cho CNN từ năm 2017 đến năm 2020.

## Đầu đời
Psaki, là con cả trong gia đình có ba chị em, sinh năm 1978 tại Stamford, Connecticut, cha là nhà trị liệu tâm lý  Eileen (née Dolan) Medvey và Dimitrios "James" R. Psaki, một nhà phát triển bất động sản đã nghỉ hưu có ông nội di cư từ Hy Lạp vào năm 1904 và có bà nội là người gốc Ireland. Cha mẹ bà kết hôn năm 1976. Jennifer là người gốc Ba Lan.
Psaki tốt nghiệp trường Trung học Greenwich năm 1996. Năm 2000, bà tốt nghiệp Đại học William & Mary với bằng tiếng Anh và xã hội học. Bà là thành viên của hội nữ sinh Chi Omega. Tại Đại học William & Mary, Psaki là vận động viên bơi ngửa thi đấu cho đội thể thao William & Mary Tribe trong hai năm.

## Sự nghiệp

### Sự nghiệp ban đầu
Psaki bắt đầu sự nghiệp vào năm 2001 với các chiến dịch tái tranh cử của Tom Harkin thuộc Đảng Dân chủ Iowa cho Thượng viện Hoa Kỳ và Tom Vilsack cho chức thống đốc. Psaki sau đó trở thành phó thư ký báo chí cho chiến dịch tranh cử tổng thống năm 2004 của John Kerry. Từ năm 2005 đến năm 2006, Psaki từng là giám đốc truyền thông đại diện Hoa Kỳ Joseph Crowley và thư ký báo chí khu vực cho Ủy ban Chiến dịch Quốc hội Dân chủ.

### Chính quyền Obama
Trong chiến dịch tranh cử tổng thống năm 2008 của thượng nghị sĩ Hoa Kỳ Barack Obama, Psaki từng là thư ký báo chí lưu động. Sau khi Obama đắc cử, Psaki đến Nhà Trắng với tư cách Phó Thư ký Báo chí và được thăng chức Phó Giám đốc Truyền thông vào ngày 19 tháng 12 năm 2009. Vào ngày 22 tháng 9 năm 2011, Psaki rời vị trí này để trở thành phó chủ tịch cấp cao và giám đốc điều hành tại Washington, D.C., văn phòng của công ty quan hệ công chúng Global Strategy Group.
Năm 2012, Psaki trở lại chính trị với tư cách thư ký báo chí cho chiến dịch tái đắc cử năm 2012 của Tổng thống Obama. Vào ngày 11 tháng 2 năm 2013, Psaki trở thành người phát ngôn của Bộ Ngoại giao Hoa Kỳ. Việc tuyển dụng tại Bộ Ngoại giao làm dấy lên suy đoán rằng bà sẽ thay thế Jay Carney khi ông rời Nhà Trắng, nhưng vào ngày 30 tháng 5 năm 2014, có thông báo rằng Josh Earnest sẽ thay thế Carney. Năm 2015, bà trở lại Nhà Trắng với tư cách giám đốc truyền thông và ở lại cho đến cuối chính quyền Obama.
Vào ngày 7 tháng 2 năm 2017, Psaki bắt đầu làm bình luận viên chính trị trên CNN.

### Thư ký Báo chí Nhà Trắng
Vào tháng 11 năm 2020, Psaki rời CNN và gia nhập cuộc chuyển tiếp Biden-Harris. Cuối tháng đó, Psaki được bổ nhiệm làm thư ký báo chí Nhà Trắng cho chính quyền Biden. Bà tổ chức cuộc họp báo đầu tiên vào tối ngày 20 tháng 1, sau lễ nhậm chức.
Vào ngày 6 tháng 5 năm 2021, trong một cuộc phỏng vấn với cựu cố vấn cấp cao của Tổng thống David Axelrod, Psaki nói rằng bà sẽ rời khỏi vị trí thư ký báo chí "trong khoảng một năm kể từ bây giờ".
Vào tháng 10 năm 2021, Psaki bị một nhóm giám sát buộc tội vi phạm Đạo luật Hatch năm 1939 vì những bình luận của về cuộc bầu cử thống đốc bang Virginia năm 2021.
Vào ngày 2 tháng 11 năm 2021, Psaki thông báo bà có kết quả xét nghiệm dương tính với COVID-19. Sau khi cách ly, bà trở lại làm việc vào ngày 12 tháng 11 năm 2021, sau khi hồi phục hoàn toàn và ghi nhận tình trạng tiêm chủng phục hồi mà không có biến chứng.
Vào ngày 22 tháng 3 năm 2022, Psaki có kết quả xét nghiệm dương tính với COVID-19 lần thứ hai trong sáu tháng và sẽ không tháp tùng Tổng thống Biden trong chuyến công du châu Âu của ông.
Vào ngày 1 tháng 4 năm 2022, Axios thông báo Psaki có khả năng sẽ rời Nhà Trắng "vào khoảng tháng 5" để làm việc với MSNBC. Ngày 5 tháng 5 năm 2022, Nhà Trắng thông báo bà sẽ rời khỏi vai trò này vào ngày 13 tháng 5 năm 2022 và bổ nhiệm Karine Jean-Pierre làm người thay thế.

## Đời tư
Vào ngày 8 tháng 5 năm 2010, Psaki kết hôn với Greg Mecher, khi đó là chánh văn phòng của Hạ nghị sĩ Steve Driehaus. Sau đó, Mecher giữ chức vụ tham mưu trưởng cho Dân biểu Joe Kennedy. Cả hai gặp nhau tại Ủy ban Vận động của Quốc hội Dân chủ vào năm 2006. Họ có hai con.